# Pierre Batiffol
Pour les articles homonymes, voir Batiffol.
Pierre Batiffol, né le 27 janvier 1861 à Toulouse et mort le 13 janvier 1929 à Paris, est un prêtre catholique français et un historien de l'Église connu surtout comme historien des dogmes.

## Biographie
Pierre-Henri est le fils de Jacques-Henri Batiffol (1815-1904), professeur agrégé au lycée de Tournon-sur-Rhône, et d’Adelina-Marie Boiteux (1831-1916). Son frère, Louis-Jules Batiffol (1865-1946), sera administrateur de la bibliothèque de l'Arsenal et historien du XVIIe siècle.
En 1878, il entre au séminaire Saint-Sulpice de Paris et suit ses études à l'Institut catholique de Paris et à l'École des hautes études. Il y est l'élève de l'historien de l'Église Louis Duchesne.
Ordonné prêtre en juin 1884, il poursuit ses études à Rome, de 1887 à 1889, sous la direction de Giovanni Battista De Rossi : il y étudie l'archéologie, la recherche et la littérature chrétienne ancienne concernant la liturgie.
À l’âge de 24 ans (1885), il obtient une bourse du Ministère de l’Instruction publique pour se rendre en Albanie afin de collationner un manuscrit grec du VIe siècle : le Beratinus 1. Il profite de ce voyage pour contribuer à la refonte du Guide de la Grèce.
De 1889 à 1898 et de 1907 jusqu'en 1929, il enseigne au Collège Sainte-Barbe de Paris. Après avoir soutenu sa thèse sur L'Abbaye de Rossano en 1891, il fonde en 1892 la Revue biblique, avec son ami Marie-Joseph Lagrange,  pour défendre la méthode historique et critique dans l'exégèse de l'Ancien et du Nouveau Testament. La même année, il est reçu Docteur ès Lettres à la Faculté des Lettres de Paris. En 1899, il fonde le Bulletin de littérature ecclésiastique.
En 1898, l'archevêque de Toulouse, François-Désiré Mathieu, lui confie la direction de l'Institut catholique de la ville et il s'attache au caractère historico-critique de la théologie. Il fait usage des méthodes les plus strictes de critique dans l'histoire du dogme, de l'Église et pour la critique des manuscrits des Écritures. Son étude sur l'Eucharistie (1905) est mise à l'Index, après la publication de l'encyclique Pascendi du pape Pie X (8 septembre 1907) : il est suspecté de « modernisme » alors qu'il est un des premiers à mettre en garde contre les positions radicales de Loisy et de ses disciples. Victime de son caractère entier et de ses positions trop critiques, il est forcé de quitter sa chaire à l'Institut catholique. Son livre sur l'Eucharistie, dûment corrigé, obtient l'imprimatur en juin 1913.
Lui sont reprochées sa lecture critique des textes du Nouveau Testament et son application aux dogmes sensibles, ainsi que son amitié avec Mgr Mignot, évêque d'Albi. Cependant, d'après l'abbé Louis Venard son correspondant : « L'abbé Batiffol était surtout historien, très peu philosophe. En matière de philosophie religieuse et de théologie, il était plutôt conservateur et n'eut jamais de sympathie pour les tentatives qui furent faites à partir de la philosophie religieuse de Blondel et de Laberthonnière pour établir une théorie de la croyance qui assure à la critique une entière indépendance dans sa méthode et ses conclusions ».
De retour à Paris, il participe à la création du Bulletin d'ancienne littérature et d'archéologie chrétienne. Il poursuit ses publications et devient docteur honoris causa des universités d'Oxford (doctorat ès-Lettres, 1921) et de Louvain (doctorat en théologie, 1927).
On lui doit l'étude du Codex Beratinus, du Beratinus II, du Codex Curiensis et de plusieurs autres manuscrits. En 1887, il redécouvre et examine le manuscrit Vaticanus Latinus 2061.
En 1915, il est fait chanoine titulaire de Notre-Dame de Paris. En outre, déjà nommé officier d'académie en 1897, il est nommé chevalier de la Légion d’honneur le 1er août 1928 en récompense de son importante œuvre littéraire, alors qu'il était président de la Société nationale des antiquaires de France au Louvre. Il décède le 13 janvier 1929, après une brève maladie à la clinique du Bon Secours à Paris XIVe, rue des Plantes.  

## Distinctions
- Chevalier de la Légion d'honneur (1er aout 1928)[7]
- Officier d'académie

## Œuvres
- « Evangeliorum codex Graecus purpureus Beratinus ɸ », Mélanges d'archéologie et d'histoire 5, 1885, p. 358–376
- Les manuscrits grecs de Berat d'Albanie et le Codex Purpureus ɸ, Paris, 1886
- Didascalia 318 patrum pseudepigrapha, 1887
- « Ungedruckte Papst- und Kaiserurkunden aus basilianischen Archiven », Römische Quartalschrift für christliche Altertumskunde und Kirchengeschichte, 1888, p. 36
- Studia Patristica I. II, 1889/90
- La Vaticane de Paul III à Paul V d’après des documents nouveaux, Paris, E. Leroux, « Petite bibliothèque d’art et d’archéologie », 1890
- L'abbaye de Rossano – Contribution à l'histoire de la Vaticane (thèse de doctorat), 1891
- Histoire du bréviaire romain, Paris, 1893
- Anciennes littératures chrétiennes : La littérature grecque, 1897
- Six leçons sur les Évangiles, 1897
- Tractatus Origenis de libris sanctarum Scripturarum, 1900
- Études d'histoire et de théologie positive, 1902
- L'Eucharistie, 1905, révisé en 1913 sous le titre L'Eucharistie, la présence réelle et la transsubstantiation
- L'enseignement de Jésus (m. Alfred Loisy), 1905, prix Juteau-Duvigneaux de l’Académie française en 1910
- L'avenir prochain du catholicisme en France, 1907
- Questions d'enseignement supérieur ecclésiastique, 1907
- L'Église naissante et le Catholicisme, 1908
- Orpheus et l'Évangile, 1910
- La Paix constantinienne et le Catholicisme, 1914
- Leçons sur la messe, 1916, prix Juteau-Duvigneaux de l’Académie française en 1919
- Études de liturgie et d'archéologie chrétienne, 1919
- Le Catholicisme de saint Augustin, 2 bind, 1920
- Les Survivances du culte impérial romain, à propos des rites shintoïstes (1920, en collaboration avec Louis Bréhier)
- Le Siège apostolique (359-461), 1924
- Saint Grégoire le Grand, 1925
- Catholicisme et papauté, 1926.
- Cathedra Petri : études d'histoire ancienne de l'Église (édition posthume, 1938)